# Christen Søgaard
Christen Søgaard (født 19. september 1869 i Skjern, død 19. januar 1933) var en dansk lærer og politiker. Han var medlem af Folketinget for Venstre fra 1918 til 1929 og medlem af Landstinget i 1932-1933.
Søgaard var en søn af husmand Anders Søgaard. Han læste til lærer på Vesterbro Seminarium i København hvorfra han tog lærereksamen i 1892. Han blev førstelærer i Holsted mellem Vejen og Esbjerg i 1897. Han var desuden reaktør af Sydjydsk Folkeblad fra 1904 til 1918 og havde en række tillidsposter: I 1898 blev han formand for Holsted Sogns Sygekasse. Han blev censor ved seminariernes optagelsesprøve i 1913. Han var amtsrevisor og fra 1916 revisor ved Holsted Sparekasse. I 1921 blev han formand for repræsentantskabet for Jydsk Husmandsforening.
Han tilhørte Venstre og stillede op til folketingsvalgene i 1910 og 1913 i Svinningekredsen, men det lykkedes ham ikke at slå den radikale Kristjan Pedersen der. Ved valget i 1918 stillede han op i Bækkekredsen og vandt over Laust Rasmussen, en anden venstremand som havde været Bækkekredsens medlem af Folketinget siden 1890. Søgaard blev genvalgt frem til folketingsvalget 1929 hvor han ikke længere stillede op. Han var især interesseret i undervisningsspørgsmål og var medlem af Skolekommissionen af 1919.
I oktober 1932 kom han ind i Landstinget i stedet for G.P. Gregersen som var afgået ved døden. Søgaard døde imidlertid selv omkring tre måneder senere i januar 1933 og blev afløst i Landstinget af R.C. Rasmussen. Han havde været alvorligt syg allerede da indtrådte i Landstinget.